# کردکندی (بستان‌آباد)

کردکندی یکی از شهرهای بخش مرکزی شهرستان بستان‌آباد در استان آذربایجان شرقی ایران است.

شهر کردکندی دارای سد منبع آب کشاورزی در جنوب غرب شهر است. این شهر در ۱۵ کیلومتری شهرستان بستان‌آباد واقع شده. کردکندی دارای یک سالن ورزشی چندمنظوره در مسیر کردکندی _نوجده‌سادات است که برای جوانان ورزشی این شهرستان و حومه ایجاد شده است. همچنین شهر کردکندی دارای دبیرستان دخترانه و پسرانه است.
شهرستان کردکندی به عزاداری در ایام محرم که شاه حسین گویان آن زبان زد است معروف است
کلیپ های عزاداری را میتوان 
در اپارات و اینستاگرام 
به ایدی:azadari_kordkandi@
مشاهده کرد.

## جمعیت
جمعیت شهر کردکندی براساس سرشماری عمومی نفوس و مسکن در سال ۱۳۹۵ برابر با ۴،۴۳۹ نفر (۱،۲۵۳ خانوار) بوده‌است.